# Försäter
Försäter är kyrkbyn i Österlövsta socken. Österlövsta kyrka ligger här. SCB har för bebyggelsen i orten avgränsat två småorter varav bara en finns kvar efter 1995. Den kvarvarande har namnsatts till Försäter och sträcker sig längs riksväg 76 och ner mot kyrkan. Småorten med beteckningen Österlövsta låg söder om kyrkan och sträckte sig söderut längs länsväg C 717. Österlövsta småort upplöstes 2000 då folkmängden minskat till under 50 personer.
Orten passeras av riksväg 76 mellan Östhammar och Älvkarleby och är belägen halvvägs mellan Skärplinge och Lövstabruk. Länsväg C 717 leder söderut mot Örbyhus. Strax intill Försäter rinner Strömarån, som mynnar i Lövstabukten.

## Historia
Försäter omtalas i skriftliga handlingar första gången i markgäldsförteckningen 1312 ('de Forssætre', 'de Forssætrum') och upptog då 21 skattskyldiga hushåll. Österlövsta kyrka erhöll någon gång mellan 1302 och 1341 jordlott i byn, troligen fallen under prästgården. Under 1500-talet består byn av 10 mantal skatte och 1 mantal kyrkojord.

### Befolkningsutveckling
| Befolkningsutvecklingen i Försäter 1990–2015 | Befolkningsutvecklingen i Försäter 1990–2015 | Befolkningsutvecklingen i Försäter 1990–2015 | Befolkningsutvecklingen i Försäter 1990–2015 | Befolkningsutvecklingen i Försäter 1990–2015 |
| -------------------------------------------- | -------------------------------------------- | -------------------------------------------- | -------------------------------------------- | -------------------------------------------- |
|                                              |                                              |                                              |                                              |                                              |
| År                                           |                                              |                                              | Folkmängd                                    | Areal (ha)                                   |
| 1990                                         | 1990                                         |                                              | 77                                           | 26#                                          |
| 1995                                         | 1995                                         |                                              | 64                                           | 29#                                          |
| 2000                                         | 2000                                         |                                              | 71                                           | 29#                                          |
| 2005                                         | 2005                                         |                                              | 92                                           | 32#                                          |
| 2010                                         | 2010                                         |                                              | 90                                           | 32#                                          |
| 2015                                         | 2015                                         |                                              | 71                                           | 32#                                          |
| Anm.: # Som småort.                          |                                              |                                              |                                              |                                              |